# Afric Simone
Afric Simone (ur. 10 października 1939 w Inhambane) – mozambijski muzyk. W swojej twórczości miesza rozmaite wątki, zwłaszcza przesłanie folkloru afrykańskiego z europejską muzyką pop. Niektóre jego kompozycje uległy też wpływowi rytmów latynoamerykańskich i muzyki karaibskiej.

## Życiorys

### Dzieciństwo i młodość
Jest synem Brazylijczyka i Mozambijki. Po śmierci ojca, w wieku dziewięciu lat przeprowadził się wraz z matką do Xipamamine, dzielnicy Lourenço Marques, gdzie dorastał. Tam też pierwszy raz zaprezentował się na estradzie.

### Profesjonalna kariera
W latach 1965–1971 Simone wydał – pod artystycznym pseudonimem Monsieur Afrique – 5 singli: „Black Dynamite” w 1965 w Ariola Records, „El Matador” w 1969 w Teldec, „Washboard man” w 1970 w Polydor Records i „Ich bin der grösste Lacher” także w 1970 roku w Telefunken i „Feuer Feuer Feuer” w 1971 roku w Hansa Records.
Szlify dla swojego przyszłego zawodu zdobywał w Londynie, gdzie działał jako wokalista, a przede wszystkim jako tancerz rytmiczny. Gdy przeprowadził się do kontynentalnej Europy, nagrał swoją pierwszą piosenkę zatytułowaną Barracuda, wydaną pod artystycznym pseudonimem Simon el Africano, z którą dotarł na szczyt popularności w Wenezueli, a także zdobył uznanie w Boliwii,
Peru i Brazylii, a w Wenezueli i Kolumbii zdobył złotą płytę.
W Europie zadebiutował w 1975 utworami „Ramaya” oraz „Hafanana”, które umieścił na albumie pt. Ramaya. Pierwszy z nich szybko znalazł się na pierwszych miejscach list przebojów w Holandii, Belgii i Luksemburgu. Singiel z utworem Ramaya dotarł również do drugiego miejsca na liście przebojów i został wyróżniony złotą płytą. Skutkiem tego był czterotygodniowy kontrakt w paryskiej Olimpii. W 1976 piosenka znalazła się na pierwszym miejscu także we Włoszech. Powstała wówczas kolejna, czwarta wersja tego samego utworu (zaprezentowana przez zespół Augusto Rigetti Group).
W tekście swoich piosenek używa rozmaitych afrykańskich języków i dialektów, a o problemie „zrozumiałości” tekstów mówił: Język nie jest żadnym problemem, jeśli w porządku są rytm, muzyka i głos. Chodzi mi o syntezę rodzimego języka z muzyką europejską i o przekaz muzyczny z mojej ojczyzny, co jest połączeniem, jakiego nie słyszy się codziennie. A że słuchacz nie rozumie tekstu? „Ramaya” podobała się mimo tego, że nikt nawet nie przeczuwał, co znaczy.
W lipcu 1977 Afric Simone wystąpił w Niemieckiej Republice Demokratycznej w programie telewizyjnym „Ein Kessel buntes”. Ten program telewizyjny był emitowany w większości krajów Europy Wschodniej. Sytuacja powtórzyła się później z utworem „Hafanana”, który istnieje w 40 wersjach.
Największe sukcesy odnosił w latach 1975–1980 po obu stronach żelaznej kurtyny. Występował w ZSRR i w kilku innych krajach bloku wschodniego. W Związku Radzieckim Hafanana stała się ścieżką dźwiękową do 18 odcinka serialu animowanego Wilk i Zając.
W 1978 roku album Africa Simone został wydany w byłej Czechosłowacji, w wyniku czego został kilkukrotnie zaproszony do występów w czeskiej telewizji (w programie moderowanym przez Karela Gotta). W tym czasie Simone zaskoczył widzów sztuczkami z ogniem podczas wykonywania utworu Curare. Później, w 1979 roku, Afric Simone nagrał duet z czeską gwiazdą Heleną Vondráčkovą.

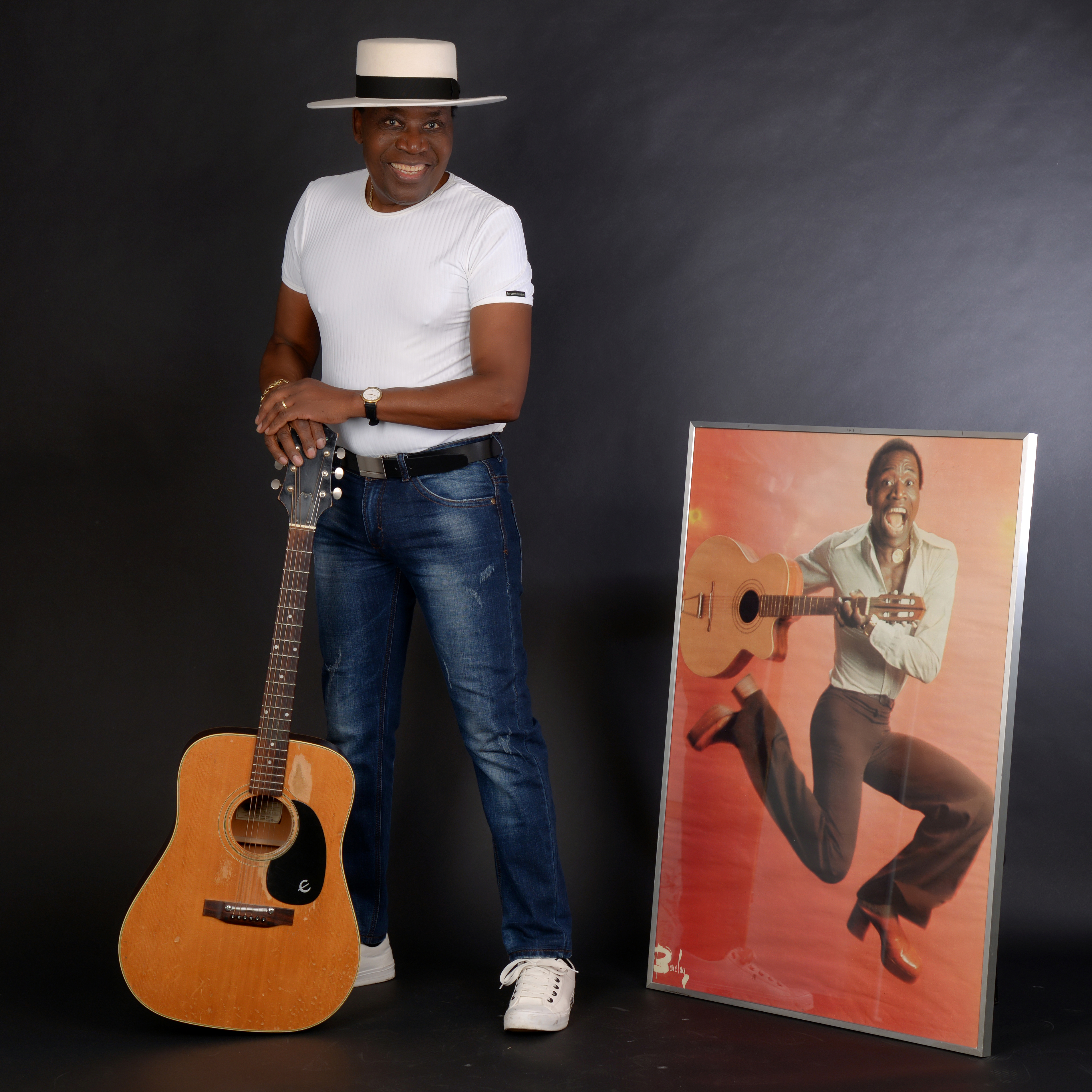
Afric Simone 2016

Afric Simone nadal koncertuje w krajach Europy Wschodniej. W marcu 2020, na krótko przed pandemią, Afric Simone wystąpił w Kijowie na Ukrainie – z takimi artystami jak C.C. Catch, Didier Marouani i Liz Mitchell. W lipcu 2022 Afric Simone wystąpił na festiwalu „Discoteca 80” w Klużu-Napoce w Rumunii. W październiku 2023 Afric Simone wystąpił na festiwalu „Arena Retro Party” w Budapeszcie na Węgrzech – wraz z takimi artystami jak Ken Laszlo, Eddy Huntington i Thomas Anders.

### Prywatne życie
Od 1978 roku Afric Simone mieszka w Berlinie i posiada obywatelstwo niemieckie. Afric był 3 razy żonaty. Z drugiego małżeństwa ma syna Fabio. Jego trzecia żona, Ludmiła, jest pochodzenia rosyjskiego. Poznali się w 2003 roku w Berlinie.

## Dyskografia

### Single
- 1972 – Barracuda/Hey, safari (BASF)
- 1975 – Ramaya/Piranha (Barclay Records)
- 1976 – Hafanana/Sahara (Barclay Records)
- 1976 – Aloha-Wamayeh / Al Capone (Hansa Records)
- 1977 – Maria Madalena/Aloha (Barclay)
- 1977 – Playa Blanca/Que Pasa Mombasa (Musart Records)
- 1978 – Playa blanca/Marabu (Barclay)
- 1980 – China girl/Salomé (Barclay)

### Albumy
- 1974 – Mr. Barracuda (BASF, 2021932)
- 1975 – Ramaya (Barclay, 70024)
- 1976 – Aloha Playa Blanca (CNR)
- 1978 – Boogie Baby (RCA)
- 1978 – Jambo Jambo (Epic)
- 1981 – Marria Sexy Bomba De Paris (Epic)
- 1990 – Afro Lambada (Multisonic)
- W Polsce w 1978 roku firma Polskie  Nagrania "Muza" pod numerem SX1585 wydala longplay "Afric Simone"  na licencji firmy Hansa International. Projekt okładki wykonał St. Żakowski , wykorzystując fotografie W. Schumanna. Recenzję na tyle okładki napisał redaktor Marek Gaszyński

### CD
- 1989 – Best of Afric Simone (reedycja w 2002 z dodatkowymi nagraniami)